# Berta Segall
Berta Segall (geboren 15. Mai 1902 in Kirchenjahn, Kreis Marienwerder, Deutsches Kaiserreich; gestorben 4. Juli 1976 in Basel) war eine deutsche Kunsthistorikerin und Archäologin.

## Leben
Berta Segall war eine Tochter des Fabrikanten Leo Segall (1864–1932) und der Ida Kutzwor, sie hatte vier Geschwister. Ein Onkel war der Chemie-Unternehmer Sali Segall (1866–1925). Segall besuchte in Allenstein die höhere Töchterschule, eine Studienanstalt in Königsberg in Preußen und machte 1921 das Abitur an der Oberrealschule Allenstein. Segall studierte Kunstgeschichte und Klassische Archäologie in Berlin, Freiburg im Breisgau, Leipzig, an der Hertziana in Rom, in Hamburg und Wien. Sie wurde 1928 in Wien mit der Dissertation Zur Handzeichnung des Mittelalters bei Julius von Schlosser promoviert.
Segall arbeitete danach in Berlin als unbezahlte wissenschaftliche Hilfskraft und mit Werkverträgen an den Staatlichen Museen und legte ein Standortverzeichnis aller Sammlungsgegenstände des Antiquariums im Alten Museum an. Nach der Machtübergabe an die Nationalsozialisten 1933 wurde ihr Vertrag aus rassistischen Gründen nicht mehr verlängert.
Segall emigrierte daraufhin nach England. Sie ging an die British School at Athens in Athen und fand 1934 eine Beschäftigung im Benaki-Museum, wo sie die Goldschmiedearbeiten katalogisierte. Aufgrund des zunehmenden Antisemitismus in Griechenland emigrierte sie 1938 in die USA. In Baltimore katalogisierte sie in der Walters Art Gallery den antiken Schmuck, 1942 war sie in der Sammlung des Ehepaars Bliss in Dumbarton Oaks (Washington) tätig und hatte dann ein Zweijahresstipendium des Emergency Committee in Aid of Displaced Foreign Scholars, um ihre Arbeit über antiken Schmuck fertigzustellen. Segall war danach am Institute for Advanced Studies in Princeton, dem Museum of Fine Arts in Boston und an der Johns Hopkins University tätig. 1956 holte Erich Meyer sie als Kustodin an das Museum für Kunst und Gewerbe nach Hamburg. Segall gab die Arbeit in Hamburg 1959 auf und zog nach Basel, wo sie als Privatgelehrte lebte.

## Schriften (Auswahl)
- Katalog der Goldschmiede-Arbeiten Museum Benaki. Druckerei Pyrsos, Athen 1938
- Ernst Homann-Wedeking, Berta Segall (Hrsg.): Festschrift Eugen v. Mercklin. Stiftland-Verlag, Waldsassen 1964
- Tradition und Neuschöpfung in der frühalexandrinischen Kleinkunst. Berlin : de Gruyter, Berlin 1966
- Zur griechischen Goldschmiedekunst des vierten Jahrhunderts v. Chr. F. Steiner, Wiesbaden 1966